# Enrico Gilardi
Pour les articles homonymes, voir Gilardi.
Enrico Gilardi, né le 20 janvier 1957 à Rome, en Italie, est un joueur italien de basket-ball, évoluant au poste de meneur.

## Biographie

### Palmarès
- Finaliste des Jeux olympiques 1980
- Champion d'Europe 1983
- 3e du championnat d'Europe 1985
- Vainqueur de la coupe d'Europe des clubs champions 1984 (Virtus Rome)
- Champion d'Italie 1983 (Virtus Rome)
- Vainqueur de la Coupe Korać 1986 (Virtus Rome)